# ريك ستون
ريك ستون (بالإنجليزية: Rick Stone)‏ هو لاعب دوري الرغبي أسترالي، ولد في 14 فبراير 1967.